# زهرة الأفعى الكنارية
زهرة الأفعى الكنارية (الاسم العلمي: Echium wildpretii) هو نوع نباتي يتبع جنس زهرة الأفعى ضمن الفصيلة الحِمحِمية من طائفة ثنائيات الفلقة.